# Žabja vas
Žabja vas este o localitate din comuna Gorenja vas - Poljane, Slovenia, cu o populație de 37 de locuitori.